# Liste der denkmalgeschützten Objekte in Luženičky
Grundlage dieser Liste der denkmalgeschützten Objekte in Luženičky ist die ÚSKP-Liste (Ústřední seznam kulturních památek České republiky, deutsch Zentrale Liste der Kulturdenkmäler der Tschechischen Republik), die von der tschechischen Denkmalschutzbehörde NPÚ (Národní památkový ústav, deutsch Nationale Denkmalbehörde) seit 1987 geführt wird und an die seit dem Jahr 1850 geschaffenen Listen anschließt.

## Denkmalgeschützte Objekte nach Ortsteilen

### Luženičky
| Lage         | Objekt          | Beschreibung                                               | ÚSKP-Nr.                  | Bild |
| ------------ | --------------- | ---------------------------------------------------------- | ------------------------- | ---- |
| Luženičky () | Hussitendenkmal | Hussitendenkmal eines Sieges der Hussiten 1431, Grundstein | 46024/4-2029 Info Katalog |      |

### Luženice
| Lage                  | Objekt     | Beschreibung | ÚSKP-Nr.                  | Bild       |
| --------------------- | ---------- | ------------ | ------------------------- | ---------- |
| Luženice 2 (Standort) | Bauernhaus | Holzhaus     | 45294/4-2138 Info Katalog | Bauernhaus |